# (738) Alagasta
(738) Alagasta ist ein Asteroid des Hauptgürtels, der am 7. Januar 1913 vom deutschen Astronomen Franz Kaiser in Heidelberg entdeckt wurde.
Kaiser nannte den Asteroiden nach der Stadt Gau-Algesheim, aus der seine Vorfahren väterlicherseits stammen.